# Primi ministri del Lesotho
I primi ministri del Lesotho dal 1965 (data di indipendenza dal Regno Unito) ad oggi sono i seguenti.

## Lista
| Primo ministro | Primo ministro | Primo ministro                | Partito                                                                       | Elezione         | Mandato           | Mandato           | Sovrani       |
| Primo ministro | Primo ministro | Primo ministro                | Partito                                                                       | Elezione         | Inizio            | Fine              | Sovrani       |
| -------------- | -------------- | ----------------------------- | ----------------------------------------------------------------------------- | ---------------- | ----------------- | ----------------- | ------------- |
|                |                | Sekhonyana Nehemia Maseribane | Partito Nazionale dei Basotho                                                 | 1965             | 6 maggio 1965     | 7 luglio 1965     | Moshoeshoe II |
|                |                | Leabua Jonathan               | Partito Nazionale dei Basotho                                                 | 1970, 1985       | 7 luglio 1965     | 20 gennaio 1986   | Moshoeshoe II |
|                |                | Justin Metsing Lekhanya       | Militare                                                                      |                  | 24 gennaio 1986   | 2 maggio 1991     | Moshoeshoe II |
| Letsie III     |                | Justin Metsing Lekhanya       | Militare                                                                      |                  | 24 gennaio 1986   | 2 maggio 1991     |               |
|                |                | Elias Phisoana Ramaema        | Militare                                                                      |                  | 2 maggio 1991     | 2 aprile 1993     |               |
|                |                | Ntsu Mokhehle                 | Partito del Congresso del Basutoland                                          | 1993             | 2 aprile 1993     | 17 agosto 1994    |               |
|                |                | Hae Phoofolo                  | Indipendente                                                                  |                  | 17 agosto 1994    | 14 settembre 1994 |               |
|                |                | Ntsu Mokhehle                 | Partito del Congresso del Basutoland, Congresso del Lesotho per la Democrazia |                  | 14 settembre 1994 | 29 maggio 1998    |               |
| Moshoeshoe II  |                | Ntsu Mokhehle                 | Partito del Congresso del Basutoland, Congresso del Lesotho per la Democrazia |                  | 14 settembre 1994 | 29 maggio 1998    |               |
| Letsie III     |                | Ntsu Mokhehle                 | Partito del Congresso del Basutoland, Congresso del Lesotho per la Democrazia |                  | 14 settembre 1994 | 29 maggio 1998    |               |
|                |                | Pakalitha Mosisili            | Congresso del Lesotho per la Democrazia                                       | 1998, 2002, 2007 | 29 maggio 1998    | 8 giugno 2012     |               |
|                |                | Tom Thabane                   | Convenzione di Tutti i Basotho                                                | 2012             | 8 giugno 2012     | 17 marzo 2015     |               |
|                |                | Pakalitha Mosisili            | Congresso Democratico                                                         | 2015             | 17 marzo 2015     | 16 giugno 2017    |               |
|                |                | Tom Thabane                   | Convenzione di Tutti i Basotho                                                | 2017             | 16 giugno 2017    | 20 maggio 2020    |               |
|                |                | Moeketsi Majoro               | Convenzione di Tutti i Basotho                                                |                  | 20 maggio 2020    | 28 ottobre 2022   |               |
|                |                | Sam Matekane                  | Rivoluzione per la Prosperità                                                 | 2022             | 28 ottobre 2022   | in carica         |               |